# Karneid (Karneid)

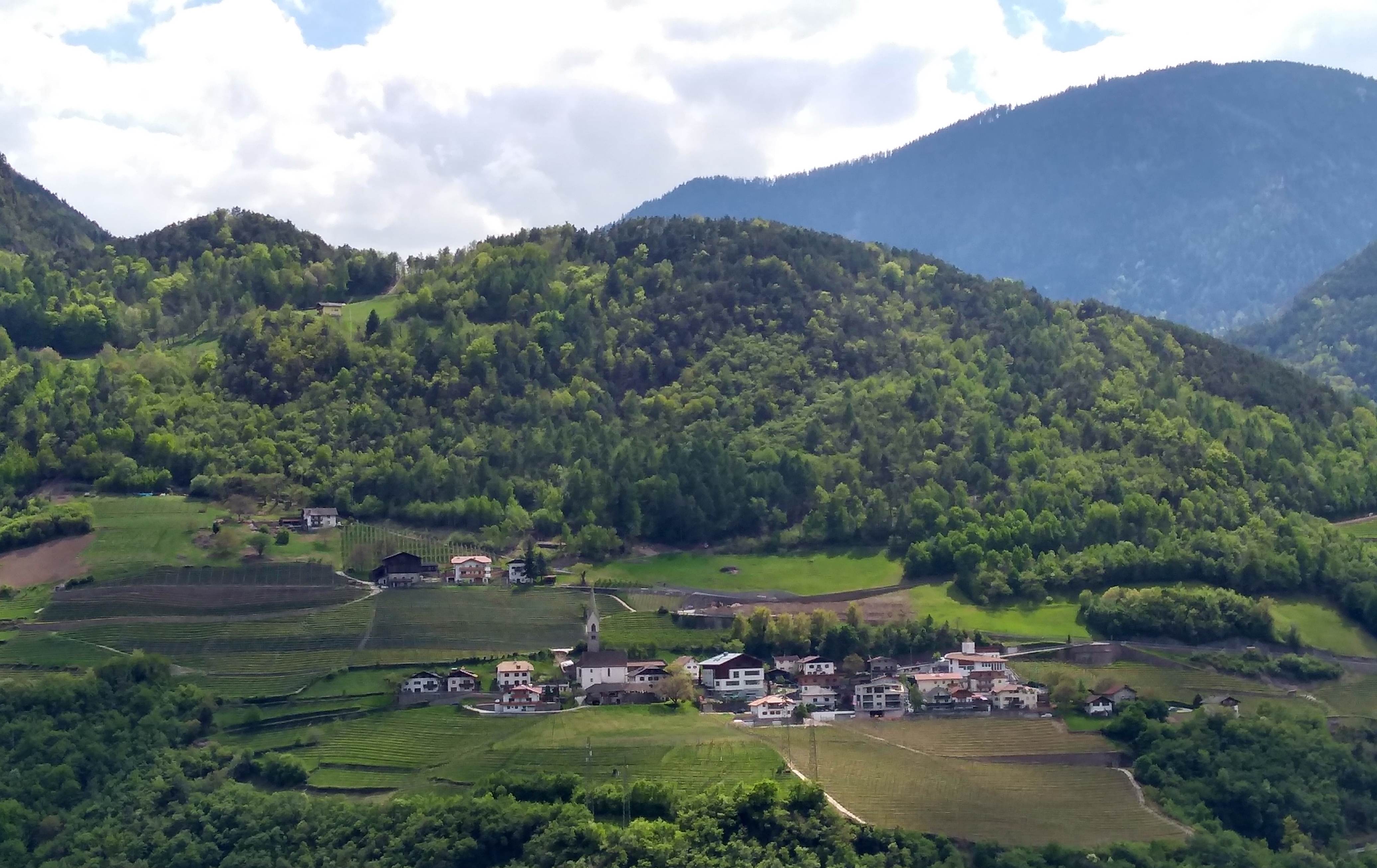
Ansicht von Karneid von Norden

Karneid (italienisch Cornedo) ist ein Dorf in der Gemeinde Karneid in Südtirol mit rund 500 Einwohnern. Das kleine Ortszentrum befindet sich im unteren Eisacktal auf etwa 500 m Höhe in Hanglage am bewaldeten Höhenzug des Karneider Bergs. Wenig unterhalb im Talboden liegt der Gemeindehauptort Kardaun, der wiederum im Westen an die Südtiroler Landeshauptstadt Bozen grenzt. Zur Fraktion rechnet auch die junge Siedlung St. Veit, die sich etwas südwestlich des Ortszentrums und rund einen Straßenkilometer entfernt auf etwa 600 m Höhe über dem Ausgang des Eggentals befindet. Des Weiteren gibt es noch die Zonen „Stroblwiese“ und „Oberkarneid“.
Die bereits 1375 erwähnte Pfarrkirche von Karneid ist dem hl. Veit dediziert. Westlich des Ortszentrums befindet sich in etwas tieferer Hanglage Burg Karneid. Im Dorf gibt es eine Grundschule für die deutsche Sprachgruppe.